# Kansverdeling
In de kansrekening speelt het begrip kansverdeling, waarschijnlijkheidsverdeling of -distributie (niet te verwarren met de distributie in de analyse) een centrale rol. Bij een experiment waarin het toeval een rol speelt, geeft de kansverdeling aan hoe "de kansen verdeeld zijn", dat wil zeggen wat de kans is op ieder van de verschillende, mogelijke uitkomsten. In de theorie wordt hier een specifieke betekenis aan gegeven: de 'kansverdeling' duidt op het geheel van mogelijke uitkomsten en de bijbehorende kansen.
Een voorbeeld van een dergelijk experiment is een worp met een zuivere dobbelsteen. De kansverdeling van het geworpen aantal ogen wordt beschreven als gelijk aan 1/6 voor elke uitkomst. Strikt genomen is dit echter de kansfunctie, waarmee overigens de kansverdeling wel vastgelegd wordt.
Het formele begrip kansverdeling is voornamelijk van theoretisch belang en zelfs daar zal in het geval van een stochastische variabele vaker met de verdelingsfunctie, die geheel bepalend is voor de kansverdeling, gewerkt worden. Bij discrete kansverdelingen wordt de verdelingsfunctie op zijn beurt weer geheel bepaald door een kansfunctie en bij continue veranderlijken (absoluut continue verdelingsfunctie) door een kansdichtheid.

## Definitie
De kansverdeling van een stochastische variabele {\displaystyle X} gedefinieerd op de kansruimte {\displaystyle (\Omega ,\Sigma ,P)} is de kansmaat {\displaystyle P_{X}} gedefinieerd voor (meetbare) deelverzamelingen {\displaystyle B} van {\displaystyle \mathbb {R} } door:
{\displaystyle P_{X}(B)=P\circ X^{-1}(B)=P(X\in B)=P(\{\omega \in \Omega |X(\omega )\in B\})}
De kansverdeling van de stochastische variabele {\displaystyle X} kan geheel worden vastgelegd door de (cumulatieve kans)verdelingsfunctie {\displaystyle F_{X}} van {\displaystyle X}, gedefinieerd door:
{\displaystyle F_{X}(x)=P_{X}((-\infty ,x])=P(X\leq x)}
Omgekeerd bepaalt de verdelingfunctie de kansverdeling, aangezien de intervallen de meetbare verzamelingen voortbrengen.
Overigens wordt ook zonder referentie aan een stochastische variabele de kansmaat {\displaystyle P} wel aangeduid als kansverdeling. Dit is ook de kansverdeling van de stochastische variabele {\displaystyle X(x)=x,\ (x\in \mathbb {R} )}.

## Belangrijke kansverdelingen
Hieronder staan enkele bekende kansverdelingen genoemd. Afhankelijk van het type stochastische variabele (continu of discreet) kunnen de voorbeelden van kansverdelingen ook worden onderverdeeld in continue kansverdelingen en discrete kansverdelingen. Het betreft het algemene begrip kansverdeling, gegeven door de kansfunctie in een discrete situatie of door de kansdichtheid in het continue geval.
- Discrete kansverdelingen
  - Stochastische variabelen met eindig waardenbereik
    - gedegenereerde verdeling bij {\displaystyle x_{0}}, waarbij {\displaystyle X} met kans 1 de waarde {\displaystyle x_{0}} zal aannemen
    - uniforme verdeling (discreet), waarbij alle elementen van een eindige verzameling een even grote kans hebben (bv. bij het gooien met een zuivere munt, of zuivere dobbelsteen)
    - Bernoulli-verdeling, die de waarde 1 heeft met kans {\displaystyle p}, en de waarde 0 met kans {\displaystyle q=1-p}
    - binomiale verdeling, die de kans op een bepaald aantal 'successen' aangeeft, bij uitvoeren van een reeks onafhankelijke 'ja/nee' experimenten
    - hypergeometrische verdeling, die het aantal 'successen' geeft in de eerste {\displaystyle m} van een reeks van {\displaystyle n} onafhankelijke 'ja/nee' experimenten, bij een gegeven totaal aantal successen

  - Stochastische variabelen met oneindig waardenbereik
    - geometrische verdeling, die het aantal 'pogingen' geeft tot het eerste succes bij een reeks onafhankelijke ja/nee experimenten; "wachten op succes";
    - negatief-binomiale verdeling, een generalisatie van de geometrische verdeling ({\displaystyle n}-de succes in plaats van eerste succes); "wachten op {\displaystyle n}-de keer succes"
    - poissonverdeling, kansen op een bepaald aantal sporadische gebeurtenissen binnen een gegeven tijdinterval
- Continue kansverdelingen
  - Op een eindig interval
    - uniforme verdeling (continu) op {\displaystyle [a,b]}
    - bètaverdeling op {\displaystyle [0,1]}, een generalisatie van de uniforme verdeling
    - driehoeksverdeling op {\displaystyle [a,b]}

  - Op een onbegrensd interval, bijvoorbeeld {\displaystyle [0,\infty )}
    - exponentiële verdeling, kansen op een bepaalde tijdsduur tussen opeenvolgende toevallige gebeurtenissen, bij een proces 'zonder geheugen'
    - gamma-verdeling, kans op bepaalde tijdsduur totdat er {\displaystyle n} opeenvolgende toevallige gebeurtenissen zijn opgetreden in een proces 'zonder geheugen'
    - Erlang-verdeling, speciaal geval van de gamma-verdeling, om wachttijd in een rij te voorspellen
    - Lognormale verdeling
    - Weibull-verdeling
    - chi-kwadraatverdeling, de som van de kwadraten van {\displaystyle n} onafhankelijke Gaussische stochastische variabelen; o.a. gebruikt in de statistiek
    - F-verdeling, kansverdeling van het quotiënt van twee normaal verdeelde stoch. variabelen
    - Paretoverdeling, vaak waargenomen in situaties waarbij een bepaalde kwantiteit ongelijk over een populatie verdeeld is

  - Op {\displaystyle \mathbb {R} }
    - normale verdeling, ook de Gauss-verdeling genoemd, die onder meer in de centrale limietstelling een belangrijke rol speelt
    - studentverdeling of t-verdeling, gebruikt voor het schatten van een onbekende verwachting van een normale verdeling
    - Cauchy-verdeling

kansrekening · statistiek · toeval · uitkomstenruimte · stochastische variabele · kansverdeling · verwachtingswaarde · kansfunctie · kansdichtheid · voorwaardelijke kans